# Кубок Кремля 2006
Кубок Кремля 2006 года — ежегодный профессиональный теннисный турнир международной серии ATP для мужчин и 1-й категории WTA для женщин. Проходил в Москве в спорткомплексе «Олимпийском» с 9 октября по 15 октября 2006 года.
Прошлогодние победители:
- мужчины одиночки —  Игорь Андреев
- женщины одиночки —  Мари Пьерс
- мужчины пары —  Максим Мирный /  Михаил Южный
- женщины пары —  Лиза Реймонд /  Саманта Стосур

## Соревнования

### Мужчины

#### Одиночный разряд
Николай Давыденко обыграл  Марата Сафина со счётом 6-4, 5-7, 6-4.

#### Парный разряд
Фабрис Санторо /  Ненад Зимонич обыграли  Франтишека Чермака /  Ярослава Левинского со счётом 6-1, 7-5.
- Санторо победил в парном разряде Кубка Кремля спустя 9 лет после поражения в финале 1997 года.

### Женщины

#### Одиночный разряд
Анна Чакветадзе обыграла  Надежду Петрову со счётом 6-4, 6-4.

#### Парный разряд
Квета Пешке /  Франческа Скьявоне обыграли  Ивету Бенешову /  Галину Воскобоеву со счётом 6-4, 6-7(4), 6-1.